# Нельсон, Джонни
Джонни Нельсон (англ. Johnny Nelson, полное имя Айвенсон, (англ. Ivanson; род. 4 января 1967 года, Шеффилд, Великобритания) — британский боксёр-профессионал, выступавший в первой тяжёлой (Cruiserweight) весовой категории.
Наилучшая позиция в мировом рейтинге: 4-й.

## Профессиональная боксёрская карьера
Джонни Нельсон дебютировал на профессиональном ринге в марте 1986 года, и проиграл  по очкам первые свои три поединка подряд.
В мае 1989 года завоевал титул чемпиона Великобритании в первом тяжёлом весе.
В январе 1990 года свёл вничью бой с чемпионом мира по версии WBC, Карлосом Де Леоном.
В декабре 1990 года нокаутировал во втором раунде Маркуса Ботта, и завоевал титул чемпиона Европы, EBU.
В мае 1992 года, вышел на ещё один чемпионский бой. На этот раз за титул IBF с Джеймсом Уоррингом.
В августе 1992 года впервые проиграл нокаутом. В третьем раунде Нельсон был повержен французом Норбертом Экасси.
Через 2 месяца проиграл молодому, набирающему обороты южноафриканскому бокcеру, Корри Сандерсу.
В апреле 1993 года нокаутировал Дэйва Рассела и завоевал титул чемпиона по версии WBF.
В 1994 году проиграл по очкам британцу, Генри Акинванде.
Через полгода победил по очкам непобеждённого российского боксёра, Николая Кульпина.
В 1997 году нокаутировал Денниса Андерса, и снова завоевал титул чемпиона Великобритании.
А в следующем бою снова завоевал титул чемпиона Европы.
В 1999 году нокаутировал в 5-м раунде Карла Томпсона и завоевал титул чемпиона мира по версии WBO.
Все последующие поединки Нельсон побеждал, и защитил свой титул тринадцать раз, и стал первым боксёром первого тяжёлого веса, который так долго держал свой титул по версии WBO.
Так же Нельсон в 2001 году победил россиянина Александра Васильева, и завоевал титул чемпиона мира по версии WBU. В 2002 году свёл вничью бой с панамцем, Гильермо Джонсом.